# Castets-en-Dorthe
Castets-en-Dorthe foi uma comuna francesa na região administrativa da Nova Aquitânia, no departamento da Gironda. Estendia-se por uma área de 8,66 km². Em 2010 a comuna tinha 1 477 habitantes (densidade: 170,6 hab./km²).
Em 1 de janeiro de 2017, passou a formar parte da nova comuna de Castets et Castillon.